# Agaocephala bicuspis
Agaocephala bicuspis är en skalbaggsart som beskrevs av Wilhelm Ferdinand Erichson 1848. Agaocephala bicuspis ingår i släktet Agaocephala och familjen Dynastidae. Inga underarter finns listade i Catalogue of Life.